# Hoạch định phân phối tài nguyên
Hoạch định phân phối tài nguyên (DRP) là một phương pháp được sử dụng trong quản trị kinh doanh để lập kế hoạch cho các đơn đặt hàng trong chuỗi cung ứng. DRP cho phép người dùng đặt các tham số kiểm soát hàng tồn kho nhất định (như chứng khoán an toàn) và tính toán các yêu cầu kiểm kê theo từng giai đoạn. Quá trình này cũng thường được gọi là lập kế hoạch yêu cầu phân phối.
DRP sử dụng một số biến:
- số lượng sản phẩm cần thiết vào đầu một giai đoạn
- số lượng hạn chế của sản phẩm có sẵn vào đầu kỳ
- số lượng đặt hàng được đề nghị vào đầu một giai đoạn
- nhu cầu được hỗ trợ vào cuối giai đoạn
- hàng tồn kho trên tay vào cuối kỳ

DRP cần các thông tin sau:
- nhu cầu trong một tương lai
- các khoản thu theo lịch trình vào đầu một giai đoạn
- hàng tồn kho trên tay vào đầu kỳ
- yêu cầu chứng khoán an toàn trong một khoảng thời gian